# Giải thưởng People's Choice cho nữ nghệ sĩ của năm
Giải thưởng People's Choice Award cho nữ nghệ sĩ của năm được trao lần đầu tiên vào năm 2000. Taylor Swift và Katy Perry đã ba lần giành được giải thưởng này và trở thành những nghệ sĩ được trao giải nhiều nhất. Taylor Swift cũng là nghệ sĩ được đề cử nhiều nhất trong hạng mục với chín đề cử.

## Chiến thắng và đề cử
| Năm  | Người chiến thắng | Đề cử                                                                                               |
| ---- | ----------------- | --------------------------------------------------------------------------------------------------- |
| 2021 | Adele             | - Billie Eilish - Cardi B - Doja Cat - Halsey - Megan Thee Stallion - Olivia Rodrigo - Saweetie     |
| 2020 | Ariana Grande     | - Billie Eilish - Cardi B - Dua Lipa - Lady Gaga - Megan Thee Stallion - Miley Cyrus - Taylor Swift |
| 2019 | Billie Eilish     | - Ariana Grande - Camila Cabello - Cardi B - Halsey - Miley Cyrus - Pink - Taylor Swift             |
| 2018 | Nicki Minaj       | - Ariana Grande - Cardi B - Camila Cabello - Taylor Swift                                           |
| 2017 | Britney Spears    | - Adele - Ariana Grande - Beyonce - Rihanna                                                         |
| 2016 | Taylor Swift      | - Lana Del Rey - Selena Gomez - Demi Lovato - Madonna                                               |
| 2015 | Taylor Swift      | - Beyoncé - Iggy Azalea - Katy Perry - Sia                                                          |
| 2014 | Demi Lovato       | - Selena Gomez - Pink - Katy Perry - Britney Spears                                                 |
| 2013 | Katy Perry        | - Adele - Carrie Underwood - Pink - Taylor Swift                                                    |
| 2012 | Katy Perry        | - Adele - Lady Gaga - Beyoncé - Taylor Swift                                                        |
| 2011 | Katy Perry        | - Lady Gaga - Carrie Underwood - Pink - Taylor Swift                                                |
| 2010 | Taylor Swift      | - Pink - Beyoncé - Carrie Underwood - Britney Spears                                                |
| 2000 | Shania Twain      | - Céline Dion - Britney Spears                                                                      |

## Kỷ lục

### Chiến thắng nhiều nhất
| Nghệ sĩ      | Lần chiến thắng | Năm chiến thắng    |
| ------------ | --------------- | ------------------ |
| Taylor Swift | 3               | 2010, 2015 và 2016 |
| Katy Perry   | 3               | 2011, 2012 và 2013 |

### Đề cử nhiều nhất
| Hạng | Nghệ sĩ        | Lần đề cử |
| ---- | -------------- | --------- |
| 1.   | Taylor Swift   | 9         |
| 2.   | Katy Perry     | 5         |
| 3.   | Britney Spears | 4         |
| 3.   | Beyoncé        | 4         |
| 3.   | Ariana Grande  | 4         |